# 2013 en Océanie
Chronologie de l’Océanie
- 2009
- 2010
- 2011
- 2012
- 2013
- 2014
- 2015
- 2016
- 2017

Cet article concerne les événements thématiques qui se sont produits durant l'année 2013 en Océanie.

## Politique

### Élections
- 5 mars : Élections législatives fédérales de mi-mandat en Micronésie. Il n'y a pas de partis politiques, et la quasi-totalité des sortants sont réélus[1].
- 21 avril et 5 mai : Élections territoriales en Polynésie française. Le parti Tahoeraa Huiraatira (centre-droit, autonomiste, parti de Gaston Flosse) remporte 45,11 % des suffrages et 38 sièges sur 57, devant l'Union pour la démocratie (gauche, indépendantiste, parti d'Oscar Temaru : 29,26 %) et le A Ti'a Porinetia (autonomiste, parti de Teva Rohfritsch : 25,63 %)[2]. Le 17 mai, l'Assemblée de la Polynésie française élit Gaston Flosse à la présidence du pays, par 38 voix sur 57 ; il succède à Oscar Temaru. Ayant été condamné à cinq ans d'inéligibilité pour trafic d'influence, il pourrait toutefois perdre son mandat, à moins d'un arrêt favorable par la Cour de cassation fin 2013 ou début 2014[3].
- 8 juin : Élections législatives à Nauru, suivies de l'élection du président de la République par le nouveau Parlement (le 11 juin)[4]. Baron Waqa, anciennement chef de l'opposition, obtient le soutien de treize députés sur dix-neuf, et est élu président[5].
- 7 septembre : Élections législatives fédérales en Australie, pour renouveler l'ensemble de la Chambre des représentants et la moitié du Sénat[6]. Le gouvernement travailliste minoritaire de Kevin Rudd est battu par la coalition de droite que dirige Tony Abbott. Ce dernier obtient une majorité absolue à la Chambre des Représentants, lui permettant de devenir Premier ministre[7].

### Événements

#### Politique intérieure

##### Premier trimestre
- 4 janvier : Élu Gouverneur des Samoa américaines le 20 novembre 2012, Lolo Matalasi Moliga entre en fonction[8].
- 10 janvier : Dans le cadre de la préparation d'une nouvelle Constitution pour les Fidji, le gouvernement (issu du coup d'État de décembre 2006) rejette des aspects de la Constitution préparée par une commission indépendante, et annonce qu'il va préparer lui-même le nouveau document[9].
- 15 janvier : Dans le cadre de la préparation des élections législatives de 2014 devant officiellement ramener le pays à la démocratie, le gouvernement militaire fidjien publie un décret annonçant les critères pour la reconnaissance de partis politiques[10].
- 16 janvier : Gaston Flosse, sénateur de Polynésie française et ancien Président du pays, est condamné à cinq ans de prison et de privation des droits civils et civiques pour trafic d'influence passif et corruption active[11].
- janvier : Les principaux partis politiques fidjiens (le Parti travailliste, le Soqosoqo Duavata ni Lewenivanua, le Parti des peuples unis et le Parti de la Fédération nationale) s'assemblent en un Front uni pour des Fidji démocratiques, en opposition au régime militaire[12].
- 7 février : Kieren Keke, Ministre nauruan des Affaires étrangères et du Commerce, de la Santé, et des Sports, démissionne sans immédiatement donner (en public) de raison[13]. Il s'ensuit la démission du ministre des Finances Roland Kun, ainsi que le limogeage du ministre du Commerce Marcus Stephen, pour des raisons non-spécifiées. Cet éclatement du gouvernement serait dû à un désaccord autour du rétablissement d'un centre de détention australien sur l'île[14]. Fin février, alors que le gouvernement ne semble plus avoir de majorité, le Parlement est suspendu par son président Ludwig Scotty, malgré les protestations des députés d'opposition[15]. Le 15 mars, le Président de la Cour suprême, Geoffrey Eames, statue que Scotty n'avait pas autorité pour annoncer une suspension indéfinie du Parlement, dont Eames ordonne la réouverture[16].
- 14 mars : Adam Giles (du Parti libéral rural) devient ministre en chef du Territoire du Nord en Australie. Il est le premier Aborigène à prendre la tête d'un gouvernement en Australie[17].
- 20 mars : Benigno Fitial est le premier gouverneurs des îles Mariannes du Nord à démissionner de son poste, étant accusé de corruption et de plusieurs autres délits. Son lieutenant-gouverneur Eloy Inos lui succède, tandis que le président du Sénat, Jude Hofschneider, devient lieutenant-gouverneur[18].
- 21 mars : 
  - Après la défection la veille de huit députés de sa majorité, dont deux ministres (Marcellino Pipite et Thomas Laken)[19], le Premier ministre vanuatais Sato Kilman démissionne, reconnaissant ne plus avoir de majorité parlementaire[20]. Le 23 mars, le Parlement choisit Moana Carcasses Kalosil, dirigeant du parti de la Confédération verte, pour lui succéder[21].
  - Le Premier ministre fidjien Voreqe Bainimarama publie une proposition de nouvelle Constitution, soumise à la consultation populaire avant finalisation par le gouvernement (à dominante militaire). Il renonce ainsi à la tenue d'une assemblée constituante[22].
  - La Première ministre australienne Julia Gillard et le Parlement australien présentent les excuses de la nation aux victimes des adoptions forcées entre les années 1930 et 1980 (en), cinq ans après les excuses du gouvernement et du Parlement aux Générations volées aborigènes[23].
- 22 mars : Le Premier ministre et amiral fidjien Voreqe Bainimarama, au pouvoir depuis un coup d'État en décembre 2006, annonce qu'il sera candidat aux élections législatives prévues pour septembre 2014, et qu'il compte fonder un parti politique à cet effet[24].

##### Deuxième trimestre
- 3 avril : L'ancien Premier ministre fidjien Laisenia Qarase sort de prison après huit mois d'incarcération pour corruption[25].
- 6 avril : Le Parlement du Vanuatu nomme Philip Boedoro à sa présidence, remplaçant George Wells qui était jugé trop proche du gouvernement précédent. Wells est ensuite suspendu du Parlement, pour avoir suspendu la séance en mars afin d'éviter d'être démis de ses fonctions. Il est suspendu de ses fonctions de député jusqu'en 2014[26].
- 17 avril : Le Parlement de Nouvelle-Zélande adopte une proposition de loi autorisant le mariage homosexuel. La proposition avait été déposée par la députée travailliste Louisa Wall, et soutenue par le Premier ministre conservateur John Key. Après avoir autorisé les unions civiles en 2005, la Nouvelle-Zélande devient ainsi le treizième pays au monde (et le premier en Océanie) à légaliser le mariage pour les couples de même sexe[27].
- 23 avril : Le Parlement de Nauru, divisé en trois factions, se réunit brièvement, mais les députés ne parviennent pas à s'accorder sur un président d'assemblée, à la suite de la démission de Ludwig Scotty. La vie politique du pays est paralysée[28]. Le 25 avril, Godfrey Thoma est élu à la présidence du Parlement[29].
- 3 mai : Les autorités fidjiennes, qui avaient dissous tous les partis politiques du pays, autorisent la (re)formation de trois partis en vue des élections législatives de 2014 : le Parti travailliste fidjien, le Parti de la fédération nationale, et le Parti libéral social-démocrate[30].
- 15 mai : À l'appel des principaux syndicats, une grève générale débute en Nouvelle-Calédonie, accompagnée d'une manifestation. Les grévistes protestent contre les prix des denrées dans les supermarchés, arguant que ces derniers s'octroient une marge de bénéfice excessive[31]. La grève s'achève par un accord de baisse et de gel des prix le 27 mai[32].
- 23 mai : Fin du blocage politique à Nauru. Le Parlement, boycotté par les députés de la majorité présidentielle, tente une énième fois de siéger, toujours sans quorum, et le président du Parlement, Godfrey Thoma, accepte finalement de dissoudre l'assemblée sur demande du président de la république. Cette dissolution enclenche des élections législatives, qui doivent se tenir le 22 juin (environ)[4].
- 28 mai : Le Parlement de Papouasie-Nouvelle-Guinée vote la mise en application concrète de la peine de mort pour les crimes les plus graves. Jusque lors, la peine de mort était prévue en principe, mais n'avait pas été appliquée depuis l'ère coloniale. La décision fait suite à une recrudescence de crimes violents, dont des viols collectifs et des meurtres particulièrement brutaux de femmes soupçonnées de sorcellerie[33]. Dans le même temps, la loi Sorcery Act remontant à l'ère coloniale (1971) est abrogée ; le meurtre d'un présumé 'sorcier' ne sera dorénavant plus traité avec davantage de clémence que le meurtre de toute autre personne[34].
- 7 juin : Peter Dunne, ministre néo-zélandais du Revenu, démissionne du gouvernement, ayant été accusé d'avoir transmis secrètement à la presse un rapport confidentiel sur des activités des services de renseignement[35].
- 24 juin : Le Parlement des Samoa adopte à l'unanimité un amendement constitutionnel réservant cinq sièges du Parlement aux femmes, à compter des prochaines élections[36].
- 26 juin : Les députés travaillistes à la Chambre des Représentants australienne choisissent, par 57 voix contre 45, de ne plus accorder leur confiance à Julia Gillard comme chef du parti, et d'en confier la direction à Kevin Rudd. En accord avec les règles tacites du système de Westminster, Gillard démissionne du poste de Premier ministre, et conseille au Gouverneur général Quentin Bryce de nommer Rudd à la tête du gouvernement. Ce changement intervient alors que les sondages prédisent une défaite catastrophique pour les Travaillistes aux élections législatives de septembre si Gillard demeure à la tête du parti[37]. Rudd est nommé Premier ministre le lendemain[38].
- 28 juin : Aux Tuvalu, l'opposition menée par Enele Sopoaga remporte une élection partielle cruciale à Nukufetau, et dispose dès lors d'une majorité de sièges au Parlement[39]. Face au refus du gouvernement de convoquer un Parlement où il n'a plus de majorité, le Gouverneur général Iakoba Italeli fait usage de ses prérogatives constitutionnelles pour convoquer le Parlement pour le 30 juillet[40].

##### Troisième trimestre
- 30 et 31 juillet : Le Parlement des Tuvalu se réunit pour voter une motion de censure à l'encontre du gouvernement Telavi, qui n'y dispose plus d'une majorité. Pour empêcher la tenue de ce vote, le ministre de la Santé Taom Tanukale démissionne de ses fonctions de député, laissant un siège vacant. Le président du Parlement Kamuta Latasi, favorable au Premier ministre, refuse la tenue du vote, et ajourne le Parlement jusqu'à ce qu'une élection partielle puisse être tenue pour le siège vacant. Le gouvernement Telavi, qui n'a plus de majorité claire depuis décembre 2012, conserve ainsi le pouvoir. L'opposition dénonce une crise constitutionnelle[41].
- 1er août : Le Gouverneur général tuvaluan, Iakoba Italeli, fait usage de manière inédite de ses prérogatives constitutionnelles et démet le Premier ministre Willy Telavi, qui cherchait à conserver le pouvoir sans majorité parlementaire. Le chef de l'opposition officielle, Enele Sopoaga, est nommé Premier ministre par intérim[42]. Le 4 août, le Parlement confirme Sopoaga au poste de Premier ministre, par huit voix contre cinq. Il prête serment et nomme son gouvernement le lendemain[43].
- 21 août : Wera Mori, député et vice-ministre des Mines en Papouasie-Nouvelle-Guinée, est arrêté et inculpé, accusé d'avoir détourné des millions de kina destinés à des travaux sur la Route des Hautes-Terres[44].
- 22 août : 
  - Le gouvernement transitoire fidjien, issu du coup d'État militaire de décembre 2006, publie la Constitution qui encadrera les élections de septembre 2014. Parmi les changements notables : les circonscriptions électorales sont abolies, faisant place à un système électoral à la proportionnelle ; le Sénat est aboli, en faveur d'un parlement monocaméral ; le droit de vote est désormais acquis à l'âge de 18 ans, au lieu de 21 ; le nombre de sièges au parlement est réduit à 50 ; la propriété autochtone des terres est garantie ; les Fidjiens expatriés obtiennent le droit de vote ; les trois langues du pays (l'anglais, le fidjien et le hindi) doivent être enseignées à l'école ; et les forces armées ont pour rôle de garantir « la sécurité, la défense et le bien-être » du pays et de ses habitants[45],[46].
  - Le chef de l'opposition officielle néo-zélandaise, le Travailliste David Shearer, démission de ses fonctions, estimant ne plus bénéficier de la confiance de son camp au Parlement[47].

##### Quatrième trimestre
- 22 novembre : Quentin Bryce, Gouverneur général d'Australie, s'exprime publiquement en faveur d'une république australienne, ainsi que pour la légalisation du mariage homosexuel[48].

#### Diplomatie et relations internationales
- 1er janvier : L'Australie devient membre non-permanent du Conseil de sécurité des Nations unies[49].
- janvier : Leviante Araki, porte-parole de la communauté rapanui (autochtone) de l'île de Pâques, « menace de déclarer [l']indépendance vis-à-vis du Chili », accusé de « s'approprier des terres, des emplois dans le tourisme » et de négliger l'économie de l'île. Il propose un rattachement de l'île de Pâques à la Polynésie française[50].
- 15 janvier : Les Fidji prennent la direction du Groupe des 77 aux Nations unies[51].
- 1er avril : Les dernières troupes papou-néo-guinéennes, présentes depuis dix ans aux îles Salomon dans le cadre de l'opération RAMSI, quittent le pays[52].
- début mai : Les ministres de la Défense d'Australie (Stephen Smith), du Chili (Rodrigo Hinzpeter), de France (Jean-Yves Le Drian), de Nouvelle-Zélande (Jonathan Coleman), de Papouasie-Nouvelle-Guinée (Fabian Pok) et des Tonga (Lord Tuʻivakano, qui est également Premier ministre) se réunissent pour la toute première fois à Nukuʻalofa (aux Tonga), pour discuter d'une meilleure intégration de leurs politiques de défense dans la région, et d'une meilleure coordination face aux désastres naturels. Smith, le représentant australien, indique aux médias que l'influence croissante de la Chine dans le Pacifique sud est un sujet de discussion majeur pour cette réunion. Des représentants des États-Unis et du Royaume-Uni sont présents en qualité d'observateurs[53].
- 16 mai : L'Assemblée de la Polynésie française se prononce contre la potentielle réinscription du pays sur la liste des territoires non autonomes, qui doit être débattue par l'Assemblée générale des Nations unies le lendemain[54]. Le 17 mai, l'Assemblée générale adopte par consensus la réinscription sur la liste de la Polynésie française, malgré l'opposition de celle-ci et de la France. La motion avait été déposée auprès des Nations unies par les Salomon, les Tuvalu et Nauru[55].
- 31 mai : Ouverture d'une ambassade gilbertine à Taipei. Kiribati est l'un des rares États à accorder la reconnaissance diplomatique à la république de Chine (Taiwan)[56].
- juin : Début du libre échange commercial entre les Fidji, la Papouasie-Nouvelle-Guinée et le Vanuatu, dans le cadre du Groupe Fer de lance mélanésien[57].
- 30 juin : Fin du volet militaire de la mission internationale RAMSI aux îles Salomon[58].
- 19 juillet : Les premiers ministres australien et papou-néo-guinéen, Kevin Rudd et Peter O'Neill, annoncent que désormais tout demandeur d'asile arrivant en Australie par bateau clandestin serait expédié en Papouasie-Nouvelle-Guinée, où sa demande serait examinée par les autorités papou-néo-guinéennes. Les clandestins étant de « vrais réfugiés » obtiendraient l'autorisation de rester en Papouasie-Nouvelle-Guinée, mais non pas en Australie. En contrepartie, l'Australie accroît l'aide au développement qu'elle fournit à la Papouasie-Nouvelle-Guinée, notamment dans les secteurs de la santé et de l'éducation. La question des clandestins arrivés en Australie par bateau avait été depuis longtemps un enjeu politique majeur. (Voir : Solution du Pacifique.)[59]
- 3 août : Après la Papouasie-Nouvelle-Guinée (ci-dessus), Nauru, sous son président Baron Waqa, accepte (en échange d'une aide financière) d'accueillir de manière permanente des réfugiés politiques arrivés clandestinement en Australie par bateau[60]. Le  gouvernement nauruan précise toutefois que ces éventuels immigrés ne pourront pas être naturalisés nauruans[61].
- 9 octobre : Les Kiribati ouvrent une ambassade permanente auprès des Nations unies à New York[62].

### Gouvernements
- Australie
  - reine : Élisabeth II d'Australie

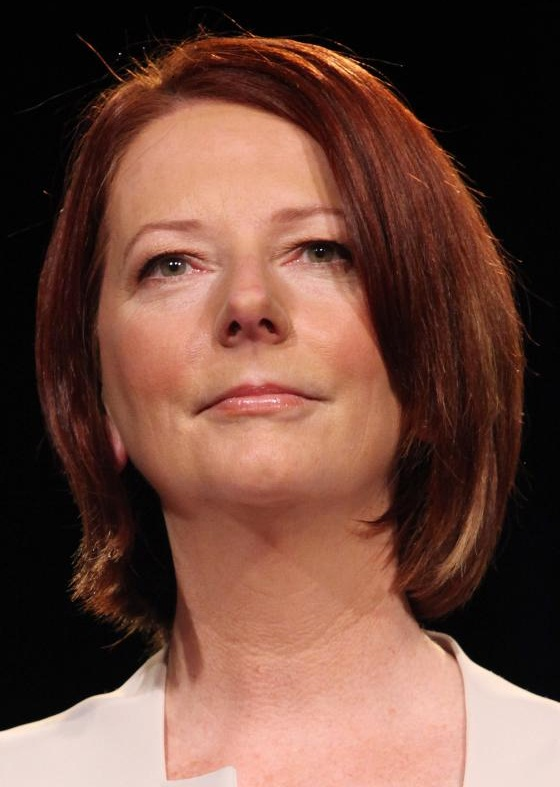
Julia Gillard, première femme Premier ministre d'Australie, est destituée par son parti en juin.

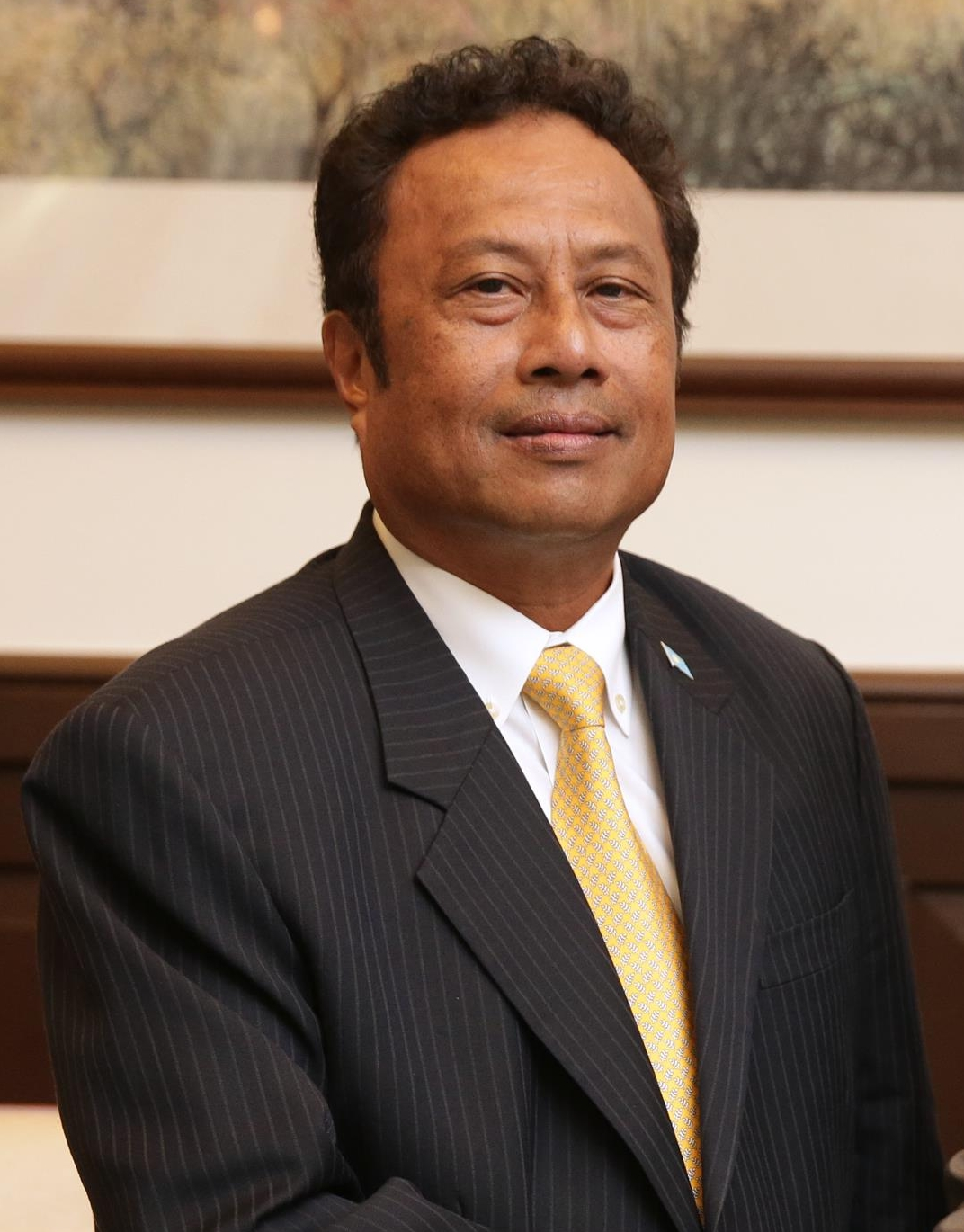
Ayant remporté l'élection présidentielle le 6 novembre 2012, Tommy Remengesau doit devenir président de la république des Palaos le 17 janvier.

  - gouverneur-général : Quentin Bryce
  - Premier ministre : Julia Gillard (jusqu'au 27 juin, puis) Kevin Rudd (jusqu'au 18 septembre, puis) Tony Abbott
- Îles Cook
  - reine : Élisabeth II de Nouvelle-Zélande
  - représentant de la reine : Frederick Goodwin (jusqu'au 27 juillet, puis) Tom Marsters
  - Premier ministre : Henry Puna
- Fidji
  - président : Epeli Nailatikau
  - Premier ministre : Frank Bainimarama
- Kiribati
  - président : Anote Tong
- Îles Marshall
  - président : Christopher Loeak
- États fédérés de Micronésie
  - président : Manny Mori
- Nauru
  - président : Sprent Dabwido (jusqu'au 11 juin, puis) Baron Waqa
- Niue
  - reine : Élisabeth II de Nouvelle-Zélande
  - Premier ministre : Toke Talagi
- Nouvelle-Zélande
  - reine : Élisabeth II de Nouvelle-Zélande
  - gouverneur général : Jerry Mateparae
  - Premier ministre : John Key
- Palaos
  - président : Johnson Toribiong (jusqu'au 17 janvier, puis) Tommy Remengesau
- Papouasie-Nouvelle-Guinée
  - reine : Élisabeth II de Papouasie-Nouvelle-Guinée
  - gouverneur général : Michael Ogio
  - Premier ministre : Peter O'Neill
- Îles Salomon
  - reine : Élisabeth II des Îles Salomon
  - gouverneur général : Frank Kabui
  - Premier ministre : Gordon Darcy Lilo
- Samoa
  - O le Ao O le Malo : Tupua Tamasese Tupuola Tufuga Efi
  - Premier ministre : Tuilaepa Sailele Malielegaoi
- Tonga
  - roi : Tupou VI
  - Premier ministre : Lord Tu‘ivakano
- Tuvalu
  - reine : Élisabeth II des Tuvalu
  - gouverneur général : Iakoba Italeli
  - Premier ministre : Willy Telavi (jusqu'au 1er août, puis) Enele Sopoaga
- Vanuatu
  - président : Iolu Abil
  - Premier ministre : Sato Kilman (jusqu'au 23 mars, puis) Moana Carcasses Kalosil

## Environnement
- 2 janvier : le cyclone Freda frappe la Nouvelle-Calédonie, faisant au moins un mort[63].
- 4 janvier : un incendie de brousse affecte grièvement treize villes ou villages dans le sud de la Tasmanie, menant à l'évacuation de près de 3 000 personnes[64],[65]. Au cours des jours qui suivent, facilités par une chaleur sèche et par le vent, de nombreux incendies se déclarent dans le Victoria et en Nouvelle-Galles du Sud ; un pompier est gravement blessé aux mains et au visage[66].
- 26 janvier : à la suite du passage du cyclone Oswald, le Queensland est frappé par des inondations sans précédent, qui font au moins trois morts[67].
- fin janvier : Des habitants du village de Fanalei dans la province de Malaita aux îles Salomon massacrent un millier de dauphins en quelques jours, affirmant ne plus recevoir les fonds que leur versait une ONG pour la préservation de ces animaux. Le ministre du Tourisme, Samuel Manetoali, visite le village, condamne cet événement et s'inquiète de la dégradation de l'image internationale du pays[68].
- 1er février : Le débordement du fleuve Vaisigano provoque des inondations à Apia, la capitale des Samoa[69].
- 6 février : à la suite d'un séisme sous-marin de magnitude 8,0, un tsunami, d'une hauteur estimée à 1,50 m, frappe des villages de la côte ouest de l'île de Nendo, aux Salomon, faisant au moins treize morts et « de nombreux disparus » et détruisant ou endommageant une centaine de foyers[70],[71],[72].
- mars : Une expédition britannique annonce la découverte de plus de 80 nouvelles espèces animales et végétales, jusque lors inconnues du monde extérieur, dans une région reculée de Papouasie-Nouvelle-Guinée[73].
- début mai : Le gouvernement des îles Marshall déclare un état de catastrophe naturelle, en raison de la sécheresse. Des milliers de personnes manquent d'eau potable, et la production agricole est fortement affectée[74].
- début juillet : Pour assurer l'avenir des Kiribati, alors que les terres agricoles du pays sont petit à petit contaminées ou recouvertes par la montée de l'océan, le Président Anote Tong finalise l'achat de terres aux Fidji[75].

## Sport
- 23 juin : L'équipe des Fidji de rugby à XV remporte pour la première fois la Pacific Nations Cup, à Tokyo[76].

## Autres événements marquants
- 6 février : À Mount Hagen en Papouasie-Nouvelle-Guinée, une femme de vingt ans est torturée puis brulée vive en public ; ses agresseurs l'accusent d'être une sorcière et d'avoir provoqué, par sa magie, la mort d'un enfant. La police rapporte que des centaines de personnes assistent à la scène sans chercher à secourir la victime, et qu'ils tentent d'empêcher l'intervention de la police[77]. Le Post-Courier, dans un éditorial, rappelle la « fréquence de tels actes barbares », et appelle les autorités à prendre leurs responsabilités[78].
- mars : La publication d'une vidéo montrant des gardiens de prison fidjiens torturant des prisonniers suscite les condamnations de la communauté internationale. Trois gardiens de prison, identifiés comme ayant participé aux sévices, sont licenciés, et une enquête de police est ouverte, mais le Premier ministre Voreqe Bainimarama refuse de les condamner, estimant qu'ils ont « fait leur devoir, veillant à la sécurité de cette nation et à ce que nous puissions dormir tranquilles la nuit »[79].
- 22 juin : La ville de Levuka est inscrite au patrimoine mondial par l'UNESCO, devenant le premier site fidjien ainsi classé[80].

## Naissances
- 10 mai : Le prince Taufaʻahau Manumataongo (en) de Tonga, fils du Prince héritier Siaosi Manumataongo Tukuʻaho et de son épouse la Princesse Sinaitakala Fakafanua, second dans l'ordre de succession au trône. Né à Auckland, Nouvelle-Zélande[81].
- 22 juillet : Le prince George de Cambridge, troisième dans l'ordre de succession aux trônes australien, néo-zélandais, papou-néo-guinéen, salomonais et tuvaluan. Né à Londres[82].

## Décès
- 16 janvier : Sir Barry Holloway (né en 1934), homme politique papou-néo-guinéen, premier président du Parlement national[83].
- 23 février : Joan Child (née le 3 août 1921), première femme présidente de la Chambre des représentants d'Australie (1986-1989)[84].
- 24 février : Ralph Hotere (né le 11 août 1931), artiste néo-zélandais[85].
- 13 mars : Sir Tore Lokoloko (né le 19 septembre 1930), second Gouverneur général de Papouasie-Nouvelle-Guinée (de 1977 à 1983)[86].
- mi-mars : Nelson Ne'e, ancien ministre salomonais de l'Intérieur[87].
- 18 avril : Ratu Aisea Katonivere, tenant du titre fidjien de Tui Macuata, chef suprême traditionnel de Macuata ; mort noyé lors d'un accident de pêche[88].
- 27 avril : Walter Nalangu, rédacteur en chef de la Solomon Islands Broadcasting Corporation (crise d'asthme)[89]
- 21 mai : Henry Barwick Connell (né le 7 juin 1928), président de la Cour suprême de Nauru de 2001 à 2006[90].
- 2 juin : Mandawuy Yunupingu (né le 17 septembre 1956), célèbre chanteur aborigène australien[91].
- 21 juin : Jeffrey Smart (né le 26 juillet 1921), peintre australien[92].
- 23 juin : Meamea Thomas (né le 11 septembre 1987), haltérophile olympique gilbertin. Renversé par un chauffeur ivre alors qu'il se portait au secours d'un cycliste[93].
- 9 juillet : Andrew Nori, homme politique salomonais, deux fois ministre, porte-parole de la Malaita Eagle Force et auteur d'un coup d'État en juin 2000[94].
- 21 juillet : Mulitalo Siafausa Vui, homme politique samoan, ancien ministre de la Santé[95].
- 13 août : Lord Taumoepeau Tupou de Toula et Kotu, ambassadeur et ministre tongien[96].
- 22 août : Peter Waieng, ancien ministre papou-néo-guinéen de la Défense, tué « lors d'une violente attaque près de Port Moresby »[97].
- 30 août (au plus tard) : Steven Tari (en) (né en 1971), ancien chef de secte papou-néo-guinéen, surnommé le « Jésus noir ». Condamné à 20 ans de prison pour quatre viols sur mineures, il s'était évadé de prison en mars 2013, et est tué par des villageois fin août[98].
- 5 novembre : Peter Fatialofa (né le 26 avril 1959), ancien capitaine de l'équipe nationale samoane de rugby à XV[99].
- 27 décembre : Patrick Crowby (né le 6 juillet 1958), ministre vanuatais de l'Intérieur (en exercice)[100].

## Annexe